# Kunathari
Kunathari (nep. कुनाथरी) – gaun wikas samiti w zachodniej części Nepalu w strefie Bheri w dystrykcie Surkhet. Według nepalskiego spisu powszechnego z 2001 roku liczył on 1184 gospodarstw domowych i 6234 mieszkańców (3191 kobiet i 3043 mężczyzn).